# Cylindrosporus
Cylindrosporus is een monotypisch geslacht van schimmels behorend tot de familie Hymenochaetaceae. De typesoort is Cylindrosporus flavidus.